# Két pasi – meg egy kicsi
A Két pasi – meg egy kicsi (eredeti címe: Two and a Half Men) 2003 és 2015 között bemutatott Emmy-díjas, és Golden Globe-díjra jelölt amerikai szituációs komédia. A sorozat főszereplői Charlie Sheen, Jon Cryer és Angus T. Jones. A bemutató 2003. szeptember 22-én volt a CBS csatornán, ahol 2015. február 19-én vetítették az utolsó részt. Magyarországon a Viasat 3 vetítette hétköznap esténként dupla epizódokkal, illetve a 9. és a 10. évadokat eleinte kizárólag a Viasat 6. A cselekmény középpontjában a hedonista reklámdalszerző, Charlie Harper áll, akihez a válása után beköltözik öccse, a kissé csetlő-botló Alan, valamint fia, a buta és nagy étvágyú Jake.
Charlie Sheen és Jon Cryer az 1991-es Nagy durranás után először szerepeltek közös produkcióban. 2010-ben a CBS és a Warner több évre szóló szerződést kötöttek a sorozat vetítésének folytatása érdekében, azonban Charlie Sheen a nyolcadik évad forgatása alatt többször járt elvonón, ami csúszáshoz vezetett, s megbízhatatlansága miatt végül szerződést bontottak vele. Karakterét kiírták a sorozatból, helyette Ashton Kutcher alakításában bekerült Walden Schmidt, a milliomos, akinek szintén problémái vannak a nőkkel, de mivel Alan barátja lett, megveszi Charlie házát, s így Alannek nem kell az utcára kerülnie. A tizedik évad végén Jake-et is kiírták a sorozatból, igaz, csak részlegesen. Helyére Jenny (Amber Tamblyn), Charlie bal kézről született lánya került, aki az utolsó évad elején szintén kikerül a történetből. Innentől a "kicsi" szerepét az adoptált hat éves Louis (Edan Alexander) tölti be a sorozat végéig. Sheen alatt a sorozat nézettsége szárnyalt, Kutcher csatlakozásával kilőtt, de aztán fokozatosan csökkenni kezdett, ezért a tizenkettedik évad után elkaszálták.
A sorozat 262 epizód után, 2015. február 19-én ért véget, egy duplarészes fináléval. 2012-ben ez volt a negyedik legnagyobb bevételt generáló televíziós produkció, epizódonként átlagosan 3,24 millió dolláros bevétellel. A sorozat Magyarországon az utolsó két évad egymás utáni vetítésével fejeződött be, 2015. augusztus 12-től a Viasat 3-on.

## Történet
A sorozat cselekménye a két Harper testvér körül forog: Charlie (Charlie Sheen) dúsgazdag agglegény, aki hajszolja az élvezeteket, és reklámdalocskák írásából szedte meg magát. Amikor a csontkovács Alant (Jon Cryer) az exneje, Judith (Marin Hinkle) az utcára teszi, kénytelen a bátyja malibui villájába költözni, ahol hétvégenként fia, Jake (Angus T. Jones) is meglátogatja. A házvezetőnő, a szabadszájú Berta (Conchata Ferrell) eleinte ellenségesen viselkedik az általa csak "kakukknak" hívott kisöccsel, de később elviseli a jelenlétét a házban. A szomszédban lakó nő, Charlie egyik egyéjszakás kalandja, a pszichopata vonásokat is felmutató Rose (Melanie Lynskey) is a ház állandó vendége lesz.
Az első öt évadban Charlie különféle nőkkel kerül szexuális viszonyba, humoros helyzeteket teremtve ezzel, de egyikük sem lesz hosszabb távú és komoly kapcsolat. A hatodik évadban aztán eljegyzi Chelsea-t (Jennifer Bini Taylor), bár ez sem tart sokáig. Végül rádöbben, hogy Rose kell neki, ezért Párizsba utazik a nő után. Ott azonban tisztázatlan körülmények közepette a metró alá zuhan és szörnyethal, bár már ekkor is felmerül, hogy az egész Rose műve volt, miután rájött, hogy Charlie megcsalja őt.
Alan egész más utat jár be. Meg kell küzdenie fia felnövésével, viszonyával az exneje felé, ráadásul a randevúi is mind pocsékul sikerülnek. Egy alkalommal elvesz egy fiatal lányt, Kandit (April Bowlby), de a frigy nem tart sokáig, és így már két nőnek kénytelen tartásdíjat fizetni az egyre kevesebb pénzéből. A hetedik évadban aztán összejön Jake egyik osztálytársának anyjával, Lyndsey McElroy-jal (Courtney Thorne-Smith), és bár a kapcsolat majdnem megszűnik, mert Alan megcsalja a nőt és véletlenül fel is gyújtja a házát, de aztán, hullámvölgyek mellett, de folytatódik. Alan karaktere a sorozat során egy csetlő-botló szerencsétlenből fokozatosan egy kifejezetten számító és manipulatív szereplővé válik.
Charlie halála után, a kilencedik évadban a házat egy internetmilliomos, Walden Schmidt (Ashton Kutcher) veszi meg, akit felesége, Bridget (Judy Greer) épp akkor hagyott el. Alan kénytelen elköltözni általa nem túlságosan kedvelt anyjához, Evelynhez (Holland Taylor), de Walden visszahívja őt is és Jake-et is, mert barátokra van szüksége nehéz helyzetében. Jake később bevonul a hadseregbe, Walden pedig megkéri barátnője, Zoey (Sophie Winkleman) kezét, de az elutasítja egy másik férfiért. Alan eljegyzi Lyndsey-t, Judith pedig elhagyja második férjét, Herb-öt. Lyndsey azonban nem sokkal később szakít, Judith pedig helyreállítja kapcsolatát. Rose beleszeret Waldenbe, és elkezd az ő nyakára is járni. Jake a nála 17 évvel idősebb Tammyvel (Jaime Pressly) randevúzgat, és nagy zűrökbe keveredik. Jake megcsalja Tammyt a lányával, Ashley-vel, de a lány meg a nála sokkal idősebb exbarátjával, Jerryvel jön össze.  Jake a sereggel Japánba utazik, és ott is marad, csak említés szintjén bukkan fel, illetve az utolsó részben egy rövid szerep erejéig. Helyére megérkezik Jenny, Charlie eltitkolt lánya, aki a házba költözik, és aki az apjával sok tekintetben egyező személyiség. Walden időközben megunja, hogy mindenki csak a pénzéért szereti őt, ezért létrehoz egy szegény srác alteregót, Sam Wilsont. Össze is ismerkedik egy lánnyal, Kate-tel, akivel egészen jól alakul a kapcsolata, de a lány kidobja őt, amikor rájön, hogy átverték.
A sorozat végén egy szívroham hatására Walden átértékeli az életét, és szeretne örökbefogadni egy gyereket. Mivel ehhez meg kellene nősülnie, és ilyen nő nincs a láthatáron, ezért Alant veszi rá, hogy játsszák el, hogy ők egy meleg pár, házasodjanak össze és így fogadjanak ketten örökbe egy gyereket. Mindeközben azonban mindketten próbálkoznak helyretenni a saját magánéletüket: Alan megkéri Lyndsey kezét, Walden pedig összejön a gyámügyessel, Mrs. McMartinnal. A sorozat legvégén aztán kiderül, hogy Charlie mindvégig életben volt, de mielőtt bosszúja utolérhetné családtagjait, a fejére zuhan egy zongora.

## Epizódok
A sorozat szinte valamennyi epizódja egy mondat vagy kifejezés alapján kapta a címét, ami elhangzik valamelyik szereplő szájából, de jellemzően semmi köze a cselekményhez. A századik epizódot 2007. október 15-én mutatták be, ennek örömére a West Hollywood-i Pacific Design Centerben egy kaszinó tematikájú bulit tartottak.
Az első négy évad, a hatodik és a kilencedik mind 24 epizódosak. Az ötödik évad csak 19 részes, mert ekkor zajlott a forgatókönyvírók 2007-es sztrájkja. Sheen magánéleti problémái miatt a hetedik évad csak 22 epizódos lett, a nyolcadik évad pedig ugyanezen okból, bár 24 részesre tervezték, végül csak 16 epizódos lett.

## Szereplők és magyar hangok

### Főszereplők
- Charlie Sheen mint Charlie Harper (1-8. évad, magyar hangja Czvetkó Sándor) egy hedonista agglegény, alkohol- és drogfüggő reklámdal- és gyerekdalíró, Alan bátyja, Jake bácsikája, és Jenny apja. Bunkó stílusa és modora ellenére érző szívű ember, amit azonban csak nagyon ritkán mutat ki. A kilencedik évad elején kiírták a sorozatból Charlie Sheen kilépése miatt: Charlie egy mozgó vonat alá esett Párizsban és szörnyethalt. Később azonban megjelent Alan álmában (Kathy Bates játszotta), mint egy nő, aki a bűnei miatt a pokolra került, herékkel. A sorozat vége felé kiderül, hogy Charlie igazából nem is halt meg, hanem egy kecske esett helyette a vonat elé, Rose pedig fogságba ejtette és a pincéjében őrizte évekig, megkötözve. Mikor azonban kiszabadul, csekkekkel és fenyegetésekkel adja hírül visszatérését. Erre azonban nem kerül sor, mert a sorozat záró jelenetében egy zongora agyonnyomja.
- Jon Cryer mint Alan Harper (1-12. évad, magyar hangja Fekete Zoltán) Charlie öccse. Csontkovácsként dolgozik, kétszeresen elvált, Jake apja és Walden legjobb barátja. Lelkiismeretes és figyelmes, de gyakran kell szembenéznie mások cikizésével. Ahogy a sorozat előrehalad, úgy lesz a személyisége egyre inkább manipulatív és sok tekintetben számító. Mivel nem keres sokat és annak a nagy része is elmegy gyerektartásra, ezért kénytelen másokból élni. Furcsa modora miatt meglehetősen nehezen talál magának barátnőt. A legutolsó évadban Walden ráveszi, hogy ideig játsszák el, hogy ők egy meleg pár, hogy örökbefogadhasson egy gyereket. Végül megkéri utolsó barátnője, Lyndsey kezét, és végre elköltözik bátyja házából. Alan az egyetlen szereplő, aki a sorozat összes részében szerepel.
- Angus T. Jones mint Jake Harper (1-10. évad és 12. évad, magyar hangja Penke Bence) Alan és Judith semmirekellő fia. Gyerekkorában az evésen és az alváson kívül nem sok mindenen jár az esze, de ahogy felnő, úgy lesz belőle egy nagy mamlasz. Végül belép a hadseregbe, ahol szakácsként dolgozik, és elutazik Japánba. Az utolsó két évadban már nem is szerepel, csak említés szintjén, illetve videohívások formájában.
- Ashton Kutcher mint Walden Schmidt (9-12. évad, magyar hangja Zámbori Soma) internetmilliomos, Alan legjobb barátja, és Charlie házának új tulajdonosa. Barátságos és kedves ember, aki azonban kissé gyerekes viselkedése miatt nem találta meg a boldogságot az életben. A sorozat előrehaladtával lesz egyre érettebb személyiség, s végül örökbefogad egy hatéves kisfiút.
- Conchata Ferrell mint Berta (1-12. évad, magyar hangja Némedi Mari), a Harper-ház nagyszájú házvezetőnője. Alant és Jake-et eleinte nem kedvelte túlságosan (előbbit gúnyosan elnevezte Kakukknak), de később megkedvelte őket. Zűrös családja van, lányai és unokái is rossz életűek, de tőle sem állnak távol olyan dolgok, mint a marihuánafogyasztás vagy különféle illegális dolgok beszerzésében való segédkezés. Bár eredetileg csak egy pár rész erejéig felbukkanó mellékszereplőnek szánták, Berta a sorozat végére teljes értékű főszereplővé vált.
- Holland Taylor, mint Evelyn Harper (magyar hangja Andai Györgyi) Charlie és Alan anyja. A fiai nem kedvelik túlságosan, miként ő is kritikusan viszonyul mindkettejükhöz. Jól menő bróker és ingatlanközvetítő, aki gyakran az ügyfelei ágyában köt ki. Karakterét a be nem mutatott pilot epizódban még Blythe Danner játszotta[6].
- Marin Hinkle mint Judith Harper-Melnick (magyar hangja Nyírő Beáta) Alan exneje, Jake és Millie anyja. Önző és a legtöbbször ellenségesen viszonyul Alan ötleteihez, de kettejük között a viszony időről időre megváltozik. Később hozzámegy Herb-höz, és születik egy lánya, akinek viszont igazából Alan az apja. A későbbi évadokban kevesebbet szerepel.
- Melanie Lynskey mint Rose (1-12. évad, magyar hangja Szőlőskei Tímea), a Harper-ház mellett lakó nő. Korábban egyéjszakás kalandja volt Charlie-val, s ezért egyfolytában a nyomában jár. Veszélyes ember, kissé pszichopata vonásokkal. Sohasem az ajtón keresztül közlekedik, hanem az erkélyen át mászik be a házba. Charlie kezdetben utálja őt, de a viszonyuk később átalakul s végül elveszi feleségül. Charlie azonban saját állítása szerint egy metróbaleset áldozata lett Párizsban, miután megcsaláson kapta őt. Innentől kezdve Waldent is megkörnyékezi, ahogy a család többi tagját továbbra is. Később kiderül, hogy Charlie igazából nem is halt meg, hanem négy évig tartotta fogságban a pincéjében.
- Jennifer Bini Taylor mint Chelsea (6-7., 9., 12. évad, magyar hangja Makay Andrea): Charlie barátnője, aki később beköltözik a Harper-házba. Ezután Charlie megkéri a kezét, de végül a kapcsolatuk zátonyra fut és ezért elhagyja őt. Később visszatér Charlie temetésén valamint az utolsó évadban egy rövid szerep erejéig. Érdekesség, hogy a 2. évad 11. részében is szerepel Tina néven, mint Charlie egyik exe.
- April Bowlby mint Kandi (3-4., 10., 12. évad, magyar hangja Dögei Éva) egy fiatal, meglehetősen buta, de nagyon csinos lány, aki először mint Charlie alkalmi kapcsolata jelent meg a sorozatban. Később Alannel kezd el randizgatni, majd összeházasodnak, ám nagyon hamar el is válnak. Eleinte Alanből él, majd később egy tévésorozatban lesz sztár.
- Amber Tambyln mint Jenny (11-12. évad, magyar hangja Sipos Eszter Anna) Charlie bal kézről született lánya, aki az apjával nagyon sok mindenben hasonlít: nem veti meg az italt, sőt a nőket sem, mivel leszbikus. Nagyon jól kijön Waldennel, de gyakran hozza őt kínos helyzetbe a barátnői előtt.
- Edan Alexander mint Louis (12. évad, magyar hangja Berecz Kristóf Uwe) egy hatéves kisfiú, akit Walden és Alan örökbe fogadnak.

### Visszatérő szereplők
- Rebecca McFarland mint Leanne, a pultoslány (1-10. évad)
- Courtney Thorne-Smith mint Lyndsey McElroy (7-12. évad, magyar hangja Kocsis Judit), Alan barátnője, akivel többször is szakítanak, de végül a menyasszonya lesz.
- Odette Annable mint Nicole, egy garázsból induló startup tulajdonosa, és egy ideig Walden vágyainak tárgya (11. évad, magyar hangja Szabó Zselyke)
- Macey Cruthird mint Megan, Jake matek-korrepetárora, később barátnője (8-9. évad), magyar hangja Pekár Adrienn)
- Miley Cyrus mint Missi (10. évad, magyar hangja Bogdányi Titanilla), Walden egy távoli rokona, aki meglehetősen bőbeszédű, és egy ideig romantikus kapcsolatba kerül Jake-kel.
- Brooke D'Orsay mint Kate, Walden barátnője, amikor Sam Wilsonnak adta ki magát (10. évad, magyar hangja Zsigmond Tamara); a 4. évad egyik epizódjában pedig ő volt Robin, Charlie alkalmi kapcsolata.
- Clark Duke mint Barry Foster, Nicole üzleti partnere és Walden barátja (11-12. évad, magyar hangja Szalay Csongor)
- Judy Greer mint Bridget, Walden exneje (9-12. évad, magyar hangja Kökényessy Ági); a 4. évadban pedig ő volt Myra Melnick, Herb húga, Charlie alkalmi kapcsolata (magyar hangja Kovács Patrícia).
- Tinashe Kachingwe mint Celeste, Jake barátnője, akiknek a viszonyát a lány apja erősen ellenzi (6-7. évad)
- Maggie Lawson mint Ms. McMartin, a szociális munkás, aki Alan és Walden adoptálási terveinél jár el (12. évad, magyar hangja Agócs Judit)
- Jane Lynch mint Dr. Linda Freeman, Charlie pszichológusa, aki gyakran segít Alannek és Waldennek is. (1, 3-9, 11. évad, magyar hangja Bessenyei Emma)
- Graham Patrick Martin mint Eldridge McElroy, Lyndsey fia, aki Jake-hez hasonlóan nem túl éles eszű (7-9. évad, magyar hangja Gacsal Ádám)
- Jenny McCarthy mint Sylvia Fishman (alias "Courtney Leopold"), Nathan Krunk (alias "Teddy Leopold") állítólagos lánya. (5., 8-9. évad, magyar hangja Závodszky Noémi)
- Aly Michalka mint Brooke, Jenny barátnője (11. évad)
- Martin Mull mint Russell, Charlie kissé önálló utakat járó gyógyszerésze (6-10. évad, magyar hangja Csuha Lajos)
- Ming-Na Wen mint the Linda Harris bírónő és Charlie barátnője (5. évad, magyar hangja Bertalan Ágnes)
- Patton Oswalt mint Billy Stanhope, Walden korábbi üzleti partnere, aki az exnejével randizgat (9-10. évad, magyar hangja a 9. évadban Elek Ferenc, a 10. évadban Seszták Szabolcs)
- Missi Pyle (2., 7., 9., 12. évad) és Alicia Witt (6. évad) mint Miss Pasternak, Jake tanára, és Charlie barátnője (magyar hangja Kisfalvi Krisztina).
- Carl Reiner mint Marty Pepper, Evelyn partnere, majd házastársa (7-8., 11. évad, magyar hangja Versényi László)
- Mimi Rogers mint Robin Schmidt, Walden anyja (9-12. évad, magyar hangja Andresz Kati)
- Kelly Stables mint Melissa, Alan recepciósa, aki randizik Charlie-val és Alannel is (6-8. évad, magyar hangja Vadász Bea)
- Ryan Stiles mint Herb Melnick, gyermekfogász, Judith második férje (2., 4-10., 12. évad), magyar hangja Albert Péter)
- D.B. Sweeney mint Larry Martin, Alan és Walden barátja, akiről kiderül, hogy ő volt Lyndsey udvarlója Alan után (11-12. évad, magyar hangja Rosta Sándor)
- Emmanuelle Vaugier mint Mia, Charlie exmenyasszonya (3., 5-7., 9., 12. évad, magyar hangja Törtei Tünde)
- Robert Wagner mint Nathan Krunk (alias "Teddy Leopold"), Evelyn ötödik férje, aki valójában egy szélhámos, és a lányának hitt Courtney-val ("Sylvia Fishman") együtt dolgozik (4-5. évad, magyar hangja Szersén Gyula)
- J. D. Walsh mint Gordon, a pizzásfiú, akinek imponál Charlie életstílusa (1-4., 6-8. évad)
- Kimberly Williams-Paisley mint Gretchen Martin, Larry Martin testvére, aki Alannel randizgat, miközben Larry Lyndseyvel van (11. évad, magyar hangja Roatis Andrea)
- Sophie Winkleman mint Zoey Hyde-Tottingham-Pierce, Walden barátnője közvetlenül az exnejével való válása után (9-10., 12. évad, magyar hangja Németh Borbála)

### Vendégszereplők
- Aisha Tyler mint ügyvéd, akihez Walden először megy, mikor örökbe szeretne fogadni egy gyereket (12. évad 1. rész)
- Allison Janney mint Beverly, Alan internetes randipartnere (4. évad)
- Amy Hill mint Mrs. Wiggins, Alan recepciósa, miután Melissa otthagyta őt (7. évad)
- Annie Potts mint Lenore, Judith és Liz anyja (7. évad)
- Arnold Schwarzenegger mint Wagner hadnagy (befejező epizód, magyar hangja Reviczky Gábor)
- Brad Paisley mint Gretchen Martin vőlegénye, akit elhagytak az esküvő előtt (a Gretchent játszó Kimberly Williams-Paisley férje)
- Brenda Koo mint Julie (12. évad 7. rész)
- Brit Morgan mint Walden randija (10. évad 1. rész)
- Brooke Shields mint Danielle, Charlie és Alan' szomszédja (4. évad 14. rész, magyar hangja Németh Borbála)
- Camryn Manheim mint Daisy, Berta testvére (2. évad, magyar hangja Kocsis Mariann)
- Carol Kane mint Shelly, Melissa anyja (6. évad)
- Chris O'Donnell mint Jill/Bill, Charlie exbarátnője, aki férfivá operáltatta magát (1. évad 18. rész, magyar hangja Crespo Rodrigo)
- Christina Moore mint Cynthia Sullivan, Judith legjobb barátnője (5. évad)
- Chuck Lorre önmagaként, a sorozat záró jelenetében
- Cloris Leachman mint Norma, Charlie és Alan szomszédja (3. évad)
- Deanna Russo mint Laurel (12. évad 7. rész)
- Denise Richards mint Lisa, Charlie régi barátnője (1. évad 10. rész; 2. évad 9. rész, magyar hangja Madarász Éva) (Charlie Sheen akkori felesége)
- Diedrich Bader mint Dirk, egy denveri zálogház-tulajdonos (11. évad 21. rész)
- Diora Baird mint Wanda, egy nő, aki Charlie után koslatott, miután eljegyezte Chelsea-t (6. évad 16. rész)
- Eddie Van Halen önmagaként (7. évad 1. rész)
- Elvis Costello önmagaként, mint Charlie barátja (2. évad 1. rész)
- Emilio Estevez mint Andy, Charlie régi barátja, aki előtte halt meg (6. évad 11. rész) (Charlie Sheen testvére)
- Emily Osment mint Ashley, Jake barátnője (10. évad 20. rész)
- Emily Rose mint Janine (6. évad 12. rész)
- Enrique Iglesias mint Fernando, Charlie ácsa (4. évad 23. rész, magyar hangja Rajkai Zoltán)
- Eric Allan Kramer mint Bill (1. évad)
- Erinn Hayes mint Gretchen, Alan egyéjszakás kalandja (8. évad 5. rész)
- Fire Ice mint Rapper Cool Dawgie
- Frances Fisher mint Priscilla Honeycutt, Alan páciense (7. évad 19. rész)
- Gail O'Grady mint Mandi, Kandi anyja (3. évad)
- Garry Marshall mint Garry, Marty egyik barátja (11. évad 13. rész)
- Gary Busey mint önmaga, Alan betegtársa a szanatóriumban (9. évad)
- Georgia Engel mint Jean, Lyndsey anyja (9. évad 19-20. rész)
- Harry Dean Stanton mint önmaga, Charlie barátja (2. évad 1. rész)
- Heather Locklear mint Laura Lang, Alan válóperes ügyvédje (1. évad 21. rész, magyar hangja Czirják Csilla)
- Hilary Duff mint Stacy, Walden egyéjszakás kalandja (10. évad 23. rész)
- Ion Overman mint Vicki, Cukros Charlie rajongója a szupermarketben (5. évad 8. rész, magyar hangja Sági Tímea)
- Jack Plotnick mint Mike (5. évad)
- Jaime Pressly mint Tammy, Jake barátnője (10. évad)
- James Earl Jones mint önmaga (6. évad 11. rész)
- Jason Marshall Alexander mint Dr. Goodman, Alan orvosa (9. évad 23. rész)
- Jeff Probst mint önmaga (11. évad)
- Jenna Elfman mint Frankie (1. évad 15-16. rész) és mint Dharma (9. évad 1. rész) (magyar hangja Major Melinda)
- Jeri Ryan mint Sherri, Charlie, majd később Alan barátnője (2. évad 5. és 19. rész; 9. évad 1. rész, magyar hangja Ősi Ildikó)
- Jessica Collins mint Gloria (4. évad 11. rész)
- Jodi Lyn O'Keefe mint Isabella (3. évad 6. rész)
- John Amos mint Ed, Chelsea apjának partnere (7. évad, magyar hangja Bolla Róbert)
- John Stamos önmagaként (9. és 12. évad)
- Jon Lovitz mint Archie Baldwin, Charlie ősi riválisa (3. évad 17. rész, magyar hangja Kassai Károly)
- Josie Davis mint Sandy, Alan barátnője (3. évad)
- Judd Nelson mint Chris McElroy, Lyndsey exférje (8. évad)
- Julia Campbell mint Francine, Jake tanára (3. évad)
- Kate Miner mint Nadine Hore (11. évad 9. rész)
- Katherine LaNasa mint Lydia (4. évad 6. és 10. rész)
- Kathy Bates mint  "Charlie" a túlvilágról (9. évad 22. rész)
- Katy Mixon mint Betsy (7. évad 7. és 16. rész)
- Ken Jeong mint ápoló (2. évad 17. rész)
- Kevin Sorbo mint Andy, Kandi apja (3. évad)
- Kris Iyer mint Dr. Prajneep (1. évad 17. rész; 4. évad 16. rész; 5. évad 1. rész)[7]
- Liz Vassey mint Michelle (8-9. évad)
- Lucy Lawless mint Pamela (2. évad 18. rész, magyar hangja Oláh Orsolya)
- Lynda Carter önmagaként (11. rész)
- Marilu Henner mint Linda (10. évad 23. rész)
- Martin Sheen mint Harvey, Rose apja (3. évad) [Charlie Sheen apja]
- Meagen Fay mint Martha Melini, Chelsea anyja (6-7. évad)
- Megan Fox mint Prudence, Berta unokája (1. évad 12. rész, magyar hangja Mezei Kitty)
- Michael Bolton önmagaként (10. és 12. évad), magyar hangja Fazekas István
- Michael Clarke Duncan mint Jerome Burnette Celeste apja (6. évad), magyar hangja Vass Gábor
- Mila Kunis mint Vivian, egy szabad szellemű világjáró (11. évad 19. rész) (Ashton Kutcher felesége)
- Morgan Fairchild mint Donna (4. évad 16. rész)
- Nadia Bjorlin mint Jill (8. évad)
- Orson Bean mint Norman, egy idős úr, akinek Charlie elszerette a feleségét (2. évad 23. rész, magyar hangja Versényi László)
- Paget Brewster mint Jamie Eckleberry (2. évad 12. rész)
- Rena Sofer mint Chrissy (6. évad 1. rész)
- Richard Kind mint Artie, Charlie menedzsere (5. évad 8. rész, magyar hangja Barbinek Péter)
- Richard Lewis mint Stan, Charlie könyvelője (1. évad 14. rész, magyar hangja Szokol Péter)
- Sara Erikson mint Jennifer (9. évad 17. rész)
- Sara Rue mint Naomi, Berta lánya (4. évad, magyar hangja Pikali Gerda)
- Sean Penn mint önmaga Charlie barátja (2. évad 1. rész)
- Stacy Keach mint Tom Melini, Chelsea apja (7. évad, magyar hangja Barbinek Péter)
- Stephanie Jacobsen mint Penelope (9. évad 2. rész)
- Steve Lawrence mint Steve (11. évad 13. rész)
- Steven Eckholdt mint Brad, Alan ügyvédje (7. évad)
- Steven Tyler mint önmaga (1. évad 4. rész; 4. évad 2. rész)
- Susan Blakely mint Angie (5. évad 18-19. rész)
- Taylor Cole mint Melanie Laughlin (9. évad)
- Teri Hatcher mint Liz, Judith testvére (1. évad 19. rész, magyar hangja Hegyi Barbara)
- Thomas Gibson mint Greg (9. évad 1. rész)
- Tim Conway mint Tim (11. évad 13. rész)
- Tony Tripoli mint Phillip, Evelyn fodrásza (4. évad)
- Tricia Helfer mint Gail, Chelsea barátnője (7. és 9. évad, magyar hangja Zakariás Éva)
- Wayne Wilderson mint Roger (4. évad)
- Willie Garson mint Dr. Steven Staven (10. évad 14. rész)
- ZZ Top

Az 5. évad 17. epizódjában a "CSI: A helyszínelők" karakterei is megjelennek, egy crossover epizód keretein belül - egy rövidke szerep erejéig Sheen, Cryer és Jones is felbukkannak a másik műsor ugyanakkor bemutatott epizódjában. A 2010-ben bemutatott "Terhes társaság" című film zárójelenetében is felbukkan mindhárom karakter.

## Botrányok a forgatás során

### Charlie Sheen kirúgása és helyettesítése
Már a hetedik évad forgatása közben, 2010 februárjában bejelentették, hogy a sorozat forgatását felfüggesztik, amíg Charlie Sheen drogelvonóra nem megy. Ez ekkor még alig egy hónapig tartott, ám áprilisban Sheen maga borzolta a kedélyeket azzal, hogy felvetette esetleges kiszállását, ha nem emelik meg a gázsiját, amely már akkor is epizódonként egymillió dollár volt, a legmagasabb gázsi egy sorozatszínésznek abban az időben. Végül 1,2 millió dolláros epizódonkénti szereplésért vállalt újabb két évadot, de úgy tervezte, ezután kiszáll. A nyolcadik évad forgatása közben is sorozatosak voltak körülötte a botrányok: előbb 30 nap elzárást kapott a felesége ellen elkövetett testi sértés miatt, majd egy prostituálttal töltött éjszaka során kokain hatása alatt összetörte a szállodai szobáját. Ennek hatására a CBS arra kötelezte, hogy menjen elvonóra.
Mivel ennek nem tett eleget, sőt tovább folytatta az önpusztító életmódot, már a szerződésének felbontását helyezték kilátásba. 2011. január 28-án önként vonult elvonóra, méghozzá egyéves időtartamra. Ez azzal járt, hogy a sorozat forgatását, éppen a 8. évad kellős közepén, immár határozatlan időre felfüggesztették. Sheen azonban önként elhagyta már alig egy hónap után az elvonót, és mivel a forgatást az akarata ellenére sem indították újra, becsmérlő kifejezésekkel illette a show producerét, Chuck Lorre-t egy rádióinterjúban. Ezt nem sokkal később az ABC, a CNN, és az NBC részére is megismételte, a CBS pedig azonnal leállította a sorozat munkálatait. Ez körülbelül tízmillió dolláros veszteséget jelentett és azt, hogy a 8. évad fennmaradó utolsó nyolc epizódját soha nem forgatták le. A hálózat sajtósa szerint többször figyelmeztették Sheent, hogy ha nyilvános fórumon ilyet tesz, akkor kénytelenek lesznek ők is így tenni. A CBS bejelentése után Sheen válaszul egy nyílt levelet juttatott el a tmz.com nevű oldalnak, amiben Lorrét féregnek titulálta, és rengeteg szenvedést kívánt neki az életben. Azt is leírta, hogy ha a szavaival legyűrte őt, mi lett volna ha "tűzköpő ökleivel" rendezték volna a vitát, és hogy "tigrisvér folyik az ereiben". A rajongókat arra kérte, támogassák, majd az utolsó sorokban elköszönt tőlük. Március 7-én a CBS és a Warner Bros. bejelentették, hogy Charlie Sheen-t a minősíthetetlen viselkedése miatt, egy szerződési kiskaput kihasználva, kirakták a sorozatból. Sheen ezután sem állt le, és többször nyilatkozott becsmérlően. A sorozat sorsa innentől teljességgel bizonytalanná vált.
Marin Hinkle és Holland Taylor sajnálkozva nyilatkoztak Sheen viselkedése miatt, a másik főszereplő, Jon Cryer viszont nyilvánosan nem kommentálta a történteket, mire válaszul Sheen árulónak, köpönyegforgatónak és trollnak titulálta őt egy újabb interjúban. Ezért utóbb részben bocsánatot kért. Ezután százmilliós pert indított Chuck Lorre és a Warner ellen. 2011 áprilisában ehhez képest tett egy olyan nyilatkozatot, hogy visszatérne a sorozatba, mire Chuck Lorre még abban a hónapban közölte, hogy Sheen helyett új főszereplőt keresnek és a központi karakter Alan figurája lesz.
Májusban aztán úgy döntöttek, hogy folytatják a műsort, de a másik főszereplő Ashton Kutcher lesz. Charlie karakterét az első vele forgatott epizódban, 2011 szeptemberében írták ki, miután a karakter képernyőn kívül elhalálozott. Charlie temetésén számos korábbi barátnője megjelent, valamint más színészek is, akik a Harper-házat akarták megvenni, főként Lorre más sorozataiból. A dolog hasonló volt, mint ahogy Valerie Harpert kiírták 1987-ben a saját sorozatából. Sheen pozitívan nyilatkozott a kilencedik évad első részéről, saját karaktere temetéséről, és arról, hogy Walden Schmidt bemutatása Charlie szerteszét szálló hamvain keresztül történt. A sorozat népszerűségének jót tett a szereplőcsere, a nézettség megugrott, Kutcher pedig a legfizetettebb sorozatsztár lett a maga 700 ezer dolláros gázsijával.
A sorozat iránt megugrott az érdeklődés, a kilencedik évad első epizódját több mint huszonnyolcmillióan látták, az addigi legnagyobb nézőszám. 2012-ben a sorozat három Emmy-díjat is nyert. A tizedik évadot a csütörtök este fél 9-es sávba, az "Egy kapcsolat szabályai" című sorozat helyére tették, ami szintén jót tett neki.
2021-ben Sheen már sajnálkozva nyilatkozott arról, ami történt, mondván "ötvenöt különböző módon kezelhette volna a helyzetet, de ő mégis az ötvenhatodikat választotta".

### Angus T. Jones vallási nézetei
2012-ben a Jake-et alakító Angus T. Jones a Hetednapi Adventista Egyház hívő keresztény tagja lett. Egy keresztény weboldalnak adott interjújában a sorozatot "morális szennynek" nevezte, és bevallotta, hogy szégyellt benne szerepelni. A rajongóit pedig arra kérte, hogy ne nézzék tovább. Másnap bocsánatot kért a kijelentéseiért, amelyeket egyesek szerint az motiválhatott, hogy meglehetősen keveset szerepelt már ekkoriban is, mert egyetemre kellett járnia. Charlie Sheen helyeselte a kijelentéseit, és annak okaként a mérgező légkört tette felelőssé, amit Chuck Lorre okozott. A karaktert nem sokkal később már csakugyan alig szerepeltették, a 11. évadban már nem is volt benne, a 12. évadnál pedig Jones kiszállt, azt állítván, hogy mindeddig "fizetett hipokrita" volt. Ennek ellenére a legutolsó epizódban egy rövidke szerep erejéig visszatért, miután bocsánatot kért.

## Lehetséges folytatás
2019 áprilisában Sheen a "Loose Woman" című podcastben szerepelt, ahol elmondta, hogy nem lenne ellenére leforgatni két újabb évadot, csak hogy elvarrják a függőben maradt szálakat. Cryer viszont, aki akkor már évek óta nem beszélt Sheen-nel, vonakodott, mondván, vele dolgozni olyan, mint hullámvasúton ülni.
2023 decemberére Sheen és Lorre elásták a csatabárdot, ugyanis Sheen szerepelt Lorre "A buki" című sorozatában, éppen Angus T. Jones-szal közösen. Cryer ekkor azt mondta, hogy nem zár ki semmit egy folytatással kapcsolatosan, de 2024 februárjában már azt mondta, hogy nem tudja, akar-e még Sheen-nel bármeddig dolgozni.

## Galéria

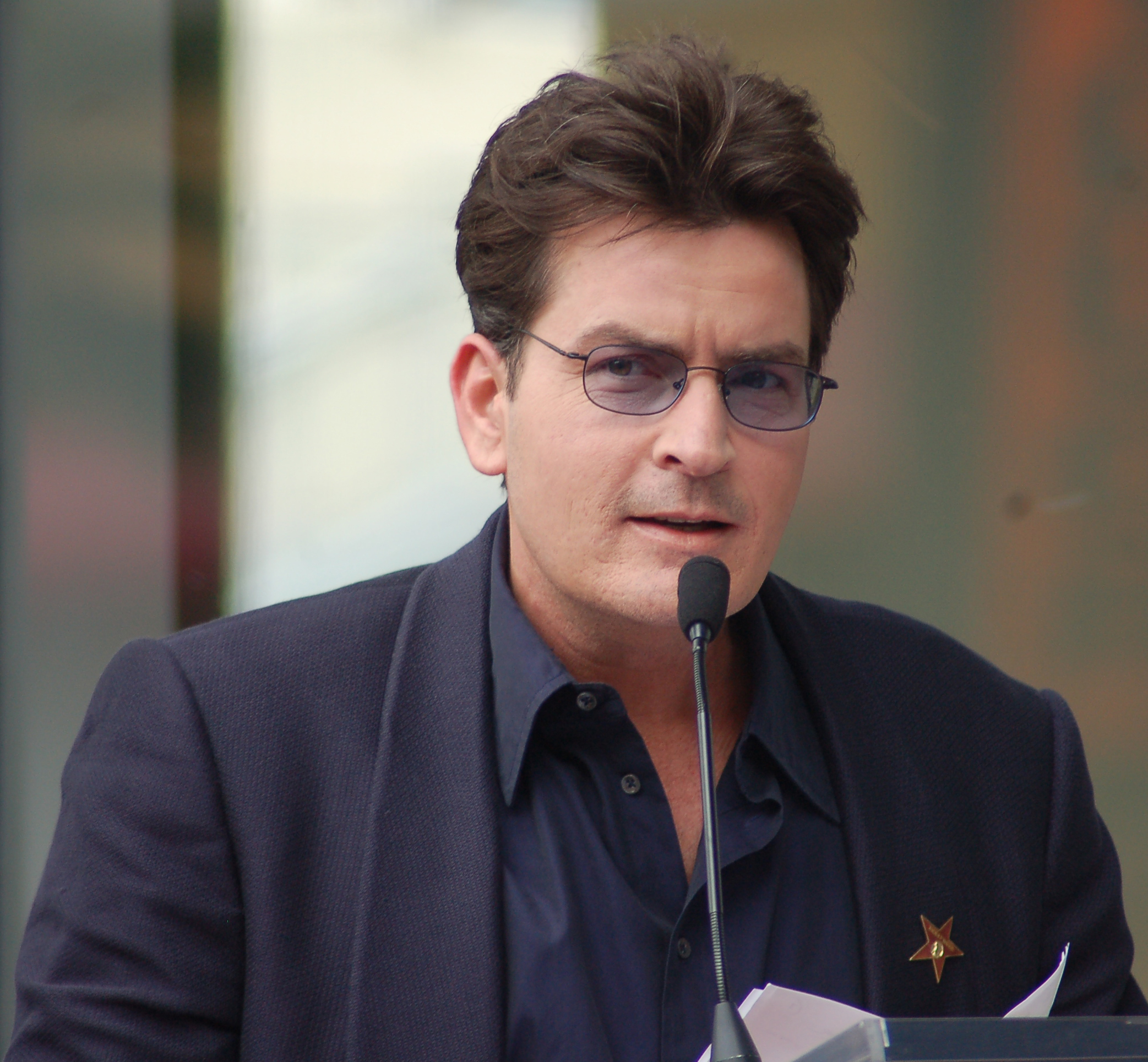
A Charlie Harpert alakító Charlie Sheen
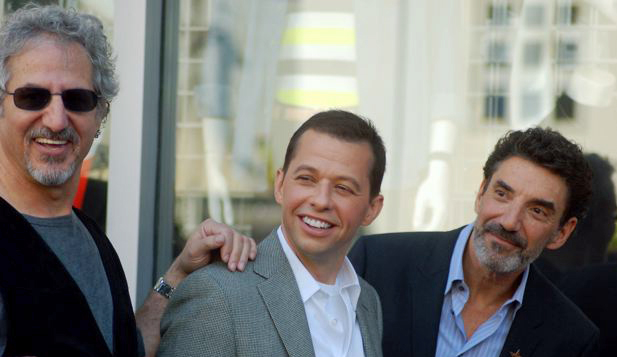
Jon Cryer (középen) – Alan, Lee Aronsohn (balra) és Chuck Lorre (jobbra), alkotók társaságában
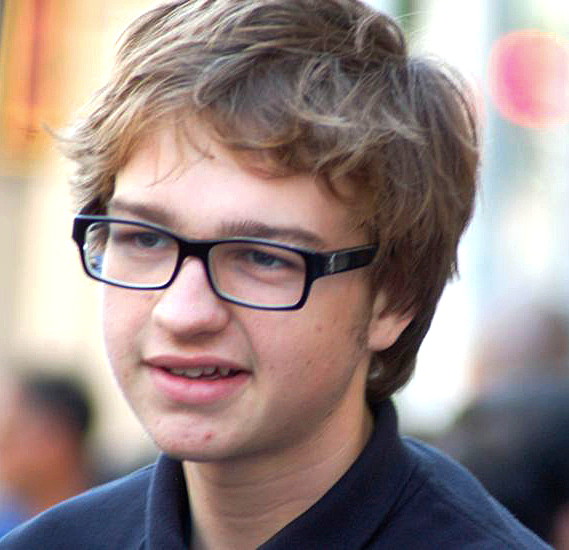
Angus T. Jones – Jake
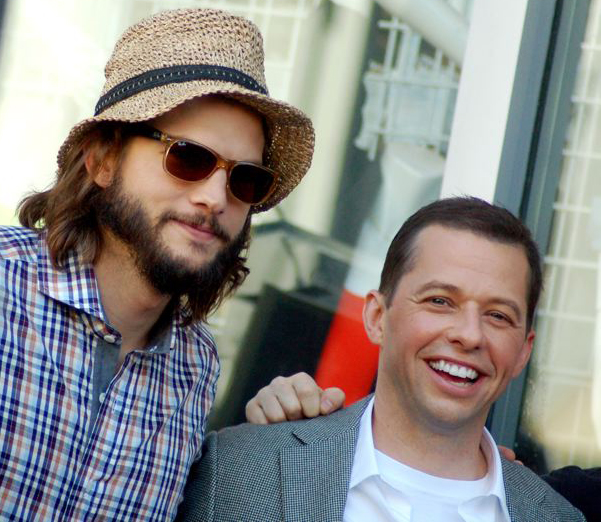
Ashton Kutcher – Walden Schmidt szerepében Jon Cryerrel
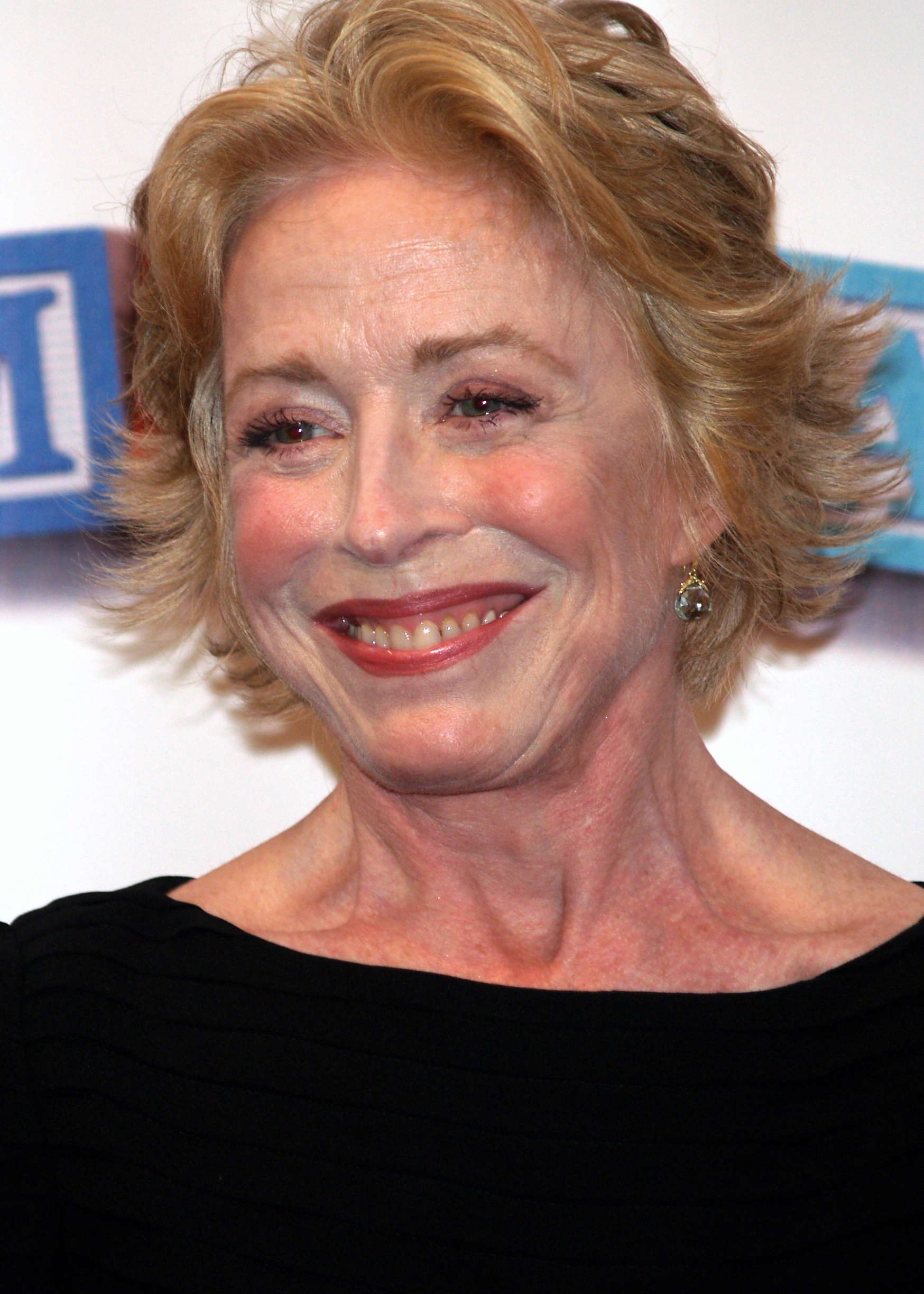
Holland Taylor – Evelyn Harper
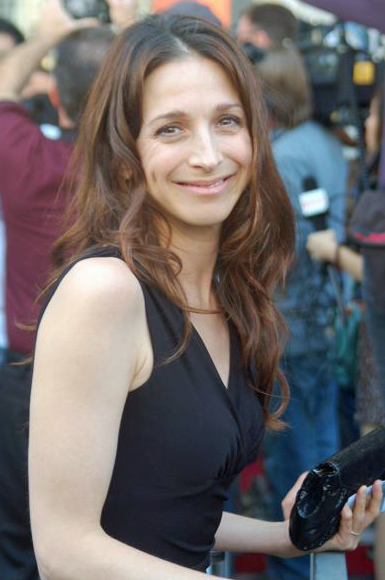
Marin Hinkle – Judy Harper szerepében
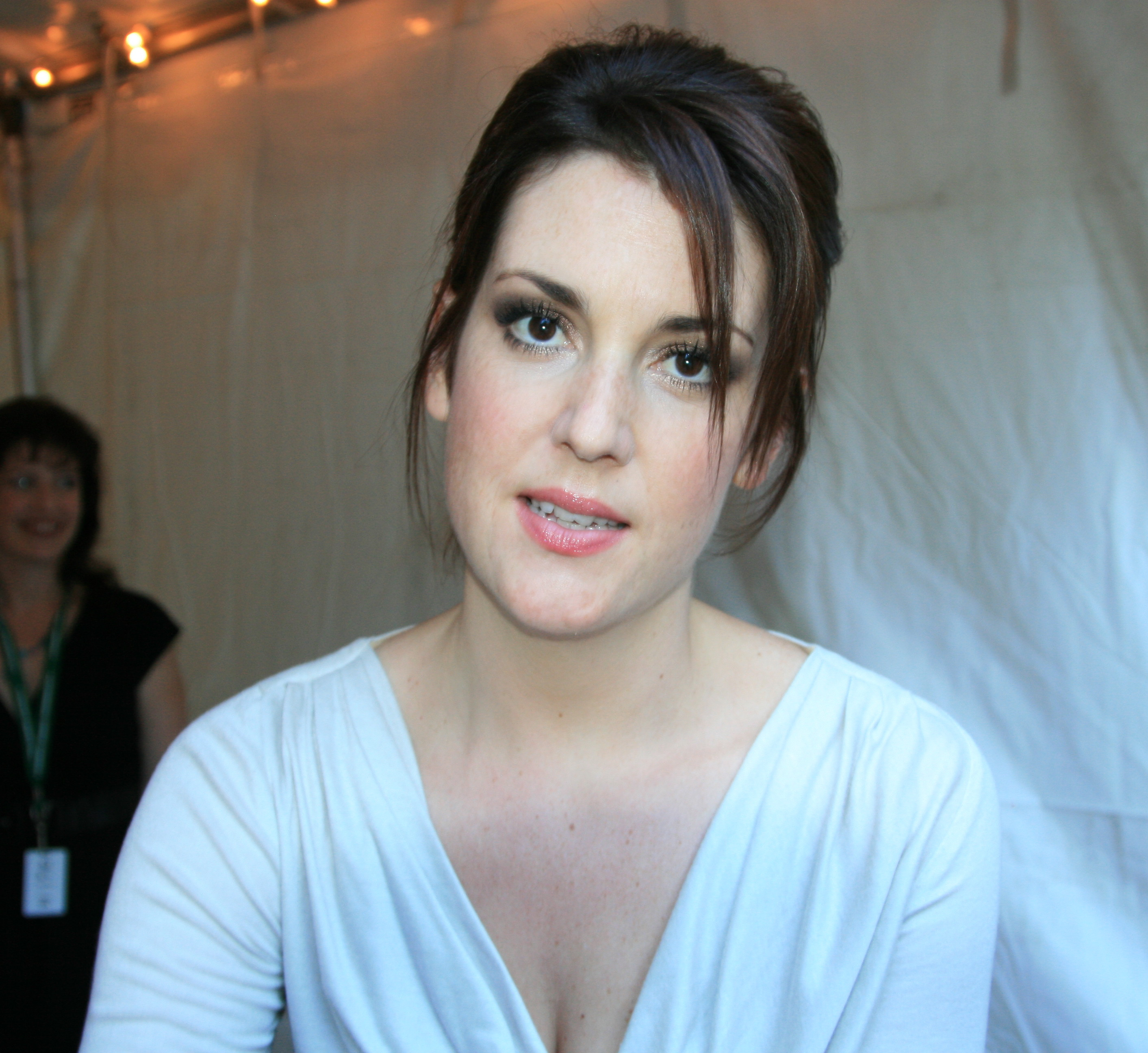
A Rose-t alakító Melanie Lynskey